# Serhij Zahynajłow
Serhij Hennadijowycz Zahynajłow, ukr. Сергій Геннадійович Загинайлов (ur. 3 stycznia 1991 w Browarach, w obwodzie kijowskim) – ukraiński piłkarz, grający na pozycji pomocnika.

## Kariera piłkarska

### Kariera klubowa
Wychowanek BWUFK Browary oraz Szkoły Piłkarskiej Zenit Bojarka, barwy których bronił w juniorskich mistrzostwach Ukrainy (DJuFL). W lipcu 2008 rozpoczął karierę piłkarską w drużynie rezerw Metalista Charków. Wiosną 2013 został wypożyczony na pół roku do Heliosu Charków. W sezonie 2013/14 grał na zasadach wypożyczenia w Nywie Tarnopol. Potem do końca 2014 został wypożyczony do MFK Mikołajów. 8 lutego 2015 podpisał kontrakt z mołdawską Dacią Kiszyniów. 17 czerwca 2016 opuścił mołdawski klub. 5 lipca 2016 został piłkarzem białoruskiego Tarpiedy-BiełAZ Żodzino, w którym grał do grudnia 2016. Na początku 2017 został piłkarzem klubu Naftowyk-Ukrnafta Ochtyrka, a w czerwcu 2017 przeniósł się do Zarea Bielce. 2 kwietnia 2018 został piłkarzem Riga FC. 26 czerwca 2018 opuścił klub. 4 września 2018 został piłkarzem PFK Sumy. 23 lutego 2019 przeszedł do FK Atyrau.

### Kariera reprezentacyjna
Występował w juniorskich reprezentacjach U-16 i U-17.

## Sukcesy i odznaczenia

### Sukcesy piłkarskie
Dacia Kiszyniów
- wicemistrz Mołdawii: 2015, 2016
- finalista Pucharu Mołdawii: 2015